# Övärlden
Övärlden (engelska: Earthsea) är en bokserie i genren high fantasy, skriven av den amerikanska författaren Ursula K. Le Guin. Berättelserna utspelar sig i Övärlden, en vidsträckt skärgård omgiven av ett till synes ändlöst hav. Världen innehåller för genren klassiska element som magi och drakar, men den för genren vanliga uppdelning i ont och gott är inte lika svart-vit som brukligt. De underliggande temana i de tre första böckerna har Le Guin beskrivit som att de handlar om att mogna till människa, ett kvinnligt sätt att mogna till människa alternativt om sex, och döden.
Serien består av sex böcker skrivna mellan 1968 och 2001, där den ursprungliga trilogin som från början skrevs som barnböcker består av Trollkarlen från Övärlden, Gravkamrarna i Atuan och Den yttersta stranden. Den senare delen är skriven många år efter de första tre och består av Tehanu, Berättelser från Övärlden och Burna av en annan vind.

## Om Övärlden
Övärlden är en värld av hav och öar: en enorm skärgård av hundratals öar omgiven av ett oändligt hav som till större delen är outforskat. Övärlden har inga stora kontinenter, och den största ön, Havnor, är ungefär lika stort som  Storbritannien. Kulturerna i Övärlden är inte hämtade direkt från verkliga kulturer, utan är litterära icke-industriella civilisationer. Teknologiskt sett är Övärlden ett tidigt järnålderssamhälle, med brons som ersättning för järn där järn är svårt att få tag på. Klimatet är tempererat, med varma somrar och kalla och snöiga vintrar, särskilt på nordliga öar som Gont och Osskil. I de södra regionerna av Övärlden kan det vara mycket varmare.
De flesta människor i Övärlden har brun hud, ett medvetet val av Le Guin. I den inre skärgården är mer rödbrun hudfärg typisk, medan människorna i Östra farleden har mörkare brunsvart hy. Befolkningen i Osskil i norr beskrivs som att de har en blekare hy och därmed ett glåmigt utseende medan invånarna i Kargads kejsardöme i nordost är ljushyade och ofta gulhåriga. Le Guin har kritiserat vad hon beskriver som det allmänna antagandet i fantasy att karaktärer bör vara vita och samhället ska likna medeltidens Europa. 
Magi är en central del av livet på de flesta av öarna i Övärlden, med undantag för Kargads kejsardöme, där det är förbjudet. Det finns vädermakare på fartyg, lokala trollkarlar som reparerar båtar och byggnader och botar sjukdomar, gycklare som utför enklare trick och välutbildade hovtrollkarlar. Magi är en medfödd talang som kan utvecklas med träning. De mest begåvade skickas till skolan på Roke, där de, om deras skicklighet och deras disciplin visar sig vara tillräckliga, kan de bli trollkarlar och få rätt att bära en trollkarlsstav. Magin består till väsentliga delar av att kunna sakers "sanna namn" och därmed få makt över dem. Det gäller även människor; i Övärlden håller människor sina riktiga namn hemliga. Ett starkt tema för berättelserna är kopplingen mellan makt och ansvar. Det finns ofta ett Taoistiskt budskap: god magi försöker vara i harmoni med världen, medan ond magi, kan hota balansen i världen och leda till katastrof. Drakar är mycket kraftfulla och magiska varelser som, även om de på ett sätt kan ses som monster eftersom de hotar städer och människor, ändå agerar instinktivt för att bevara balansen. Endast människor utgör ett hot mot denna viktiga balans i Övärlden.
Människorna i Övärlden färdas till det Torra landet när de dör. Det är ett område av skugga och damm, av evig natt där stjärnorna är fixerade i himlen, och ingenting någonsin förändras. Själarna som bor där har en tom, dyster tillvaro och till och med "älskare passerar varandra i tystnad". Le Guin har sagt att idén om det torra landet kom från den "grekisk-romerska idén om Hades" rike, från vissa bilder i Dante Alighieris verk och från en av Rainer Maria Rilkes ´klagosånger.

## Om böckerna
De första tre böckerna följer typiska sagomönster, där det är män som handlar och kvinnor mest förekommer just såsom kvinnor. Detta kommenteras eller ändras på först i den fjärde boken av cykeln; LeGuin har själv sagt att det är märkligt att det tog mycket längre tid att lära sig att inte skriva som en man, än att inte skriva som en vit. I de sista böckerna beskrivs i viss mån Övärldens historia, och relationerna mellan manligt och kvinnligt inte minst i förhållande till den i Övärlden så centrala magin klargörs.
LeGuin har uttryckt besvikelse över hur svårt det varit att få representativa omslagsbilder till böckerna (många gånger har karaktärerna felaktigt visats som vita), men skrev 2016 att hennes favoritomslag bland utländska utgåvor målades av Inger Edelfeldt till svenska utgåvan av Tehanu.

## Titlarna i bokserien
- 1968 – Trollkarlen från Övärlden (A Wizard of Earthsea)
- 1970 – Gravkamrarna i Atuan (The Tombs of Atuan)
- 1972 – Den yttersta stranden (The Farthest Shore)
- 1990 – Tehanu (Tehanu)
- 2001 – Berättelser från Övärlden (Tales from Earthsea)
- 2001 – Burna av en annan vind (The Other Wind)

### Trollkarlen från Övärlden
Trollkarlen från Övärlden är den första romanen i den romancykel som på svenska brukar kallas Övärlden-cykeln. Boken handlar om pojken Ged, hur hans magiska anlag upptäcks, och hur han får studera till riktig trollkarl i trollkarlsskolan på ön Roke. 
Till en början är Ged en av de bästa eleverna på trollkarlsskolan. Genom ungdomligt högmod släpper Ged lös en ond kraft i världen, som skadar honom och när han kan återuppta studierna är han inte längre samma stjärnelev som tidigare, men har också en större ödmjukhet inför rollen som trollkarl, vilket egentligen gör honom ännu bättre. Den onda kraften får han sedan ägna sin tid och kraft åt att bekämpa.

### Gravkamrarna i Atuan
Gravkamrarna i Atuan är den andra romanen i romancykeln, ursprungligen en trilogi. Att LeGuin är influerad av daoismens dualism märks tydligt i romanen: ingen människa är alltigenom ond. 
Gravkamrarna i Atuan handlar om prästinnan Arha (den uppätna) i Atuan, ett tempelkomplex i Kargad, ett avlägset hörn av Övärlden, där trolldom i motsats till övriga Övärlden inte utövas. Arha, som föddes som Tenar anses vara prästinnan reinkarnerad, och förs från sitt föräldrahem i späd ålder, och genomgår en rituell symbolisk avrättning, som stoppas precis innan bilan hugger av hennes huvud. Detta symboliserar att hon inte längre har någon självständig existens, hon har blivit uppäten av de uråldriga namnlösa makter vars prästinna hon är. Nominellt sett är prästinnan Arha av högst rang bland prästinnorna i komplexet, men i realitetet styr och ställer prästinnor för nyare, av de regerande kungarna mer favoriserade gudar.
Till tempelkomplexet i Atuan kommer trollkarlen Ged, på jakt efter Erreth-Akbes ring, som han tror kan finnas i skattkammaren i labyrinten under tempelkomplexet. Under letandet stänger Tenar in honom i labyrinten, först av nyfikenhet, men även av medkänsla. De börjar tala med varandra och Ged visar henne att hon inte blott är en prästinna, utan också Tenar. Tillsammans flyr de gravkamrarna, med Erreth-Akbes ring, som mycket riktigt fanns i skattkammaren. De namnlösa makterna vredgas och försöker begrava dem genom att rasa gravkamrarna över dem, men Geds magi är för stark, han lyckas hålla jordmassorna undan tills de kommit ut.

### Den yttersta stranden
I Den yttersta stranden återfinner vi trollkarlen Ged, nu som ärkemagiker på Roke. Det är en dyster tid för Övärlden: Magin, som är en integrerad del av samhället, börjar förlora sin styrka. Den unge prins Arren av Enlad, kronprins till furstendömet Morred, kommer till trollkarlsskolan för att söka ärkemagikerns hjälp mot detta, och mot apatin som följer på magins försvinnande. Tillsammans ger sig Ged och Arren på en lång resa för att återställa magin, en resa som kommer att ta dem inte bara till Övärldens yttersta öar, utan också genom dödsriket. I sin mission får Ged hjälp av draken Kalessin. 
Än en gång bevisas författarens daoism-inspirerade tes, att allt har två sidor: Ingenting är enbart ont. Döden, i en av LeGuins mera kryptiska passager, är inte enbart död.

## Filmatiseringar
Av de två första böckerna har man gjort en miniserie för TV, Historien om Övärlden (Legend of Earthsea).
Japanska Studio Ghibli har även producerat en animerad version av berättelserna, regisserad av Gorō Miyazaki, son till Hayao Miyazaki. Även denna filmatisering – Legender från Övärlden – har Le Guin haft vissa invändningar emot.
Bakgrunden till filmversionen är att Hayao Miyazaki i början av 1980-talet bad Le Guin om tillåtelse att få animera berättelserna om Övärlden. Le Guin, som på den här tiden var obekant med Miyazaki och med anime rent generellt, tackade nej till förfrågan. Långt senare, efter att Le Guin fått se Min granne Totoro, ändrade hon uppfattning och ansåg att om någon skulle få tillåtelse att regissera en Övärlden-film, skulle det vara Hayao Miyazaki. Den tredje och fjärde av böckerna användes som utgångspunkt för den animerade Legender från Övärlden. Filmen gjordes vid en tid när Hayao Miyazaki var upptagen med att producera Det levande slottet, så han kunde då inte ställa upp som regissör. Istället hamnade Hayaos son Gorō, också han djupt fascinerad av Le Guins sagovärld, i regissörstolen.